# Jim Paxson (1932)
James Edward Paxson, detto Jim (Springfield, 19 dicembre 1932 – 28 ottobre 2014), è stato un cestista statunitense, professionista nella NBA.
Era il padre di Jim e John Paxson.

## Carriera
Venne selezionato dai Rochester Royals all'undicesimo primo giro del Draft NBA 1954 (92ª scelta assoluta) e dai Minneapolis Lakers al primo giro del Draft NBA 1956 (3ª scelta assoluta).
Con gli Stati Uniti disputò i Giochi panamericani di Città del Messico 1955.